# Rhodense
La Football Club Dilettanti Rhodense, brevemente e comunemente nota come Rhodense, è una società calcistica italiana con sede a Rho, nella città metropolitana di Milano.
Fondata nel 1913 come Foot-Ball Club Rho, vanta quale maggiore successo alcune partecipazioni ai campionati di Serie C1 e Serie C2 tra gli anni 1970 e 1980. Ricostituita nel 1990 (a seguito di una bancarotta) come Rhodense Nuova Football Club, non è da allora più riuscita a risalire nel professionismo.
Nella stagione 2024-2025 milita nel campionato di Eccellenza, la quinta divisione del campionato italiano di calcio.

## Storia
La società nasce nel 1913 col nome di Foot-Ball Club Rho, mutato poco dopo in Associazione Calcio Rhodense. L'iniziativa si debbe al sacerdote Felice Ercoli, membro della comunità cittadina degli Oblati.
Dopo oltre settant'anni trascorsi nel dilettantismo, la Rhodense approda ai campionati professionistici durante gli anni ottanta. In quel decennio, la Rhodense ha disputato il campionato di Serie C1 nella stagione 1981-1982 (dopo aver vinto il campionato di C2 l'anno precedente) sotto la guida tecnica di Romano Gattoni e con Efisio Borsani presidente. La squadra ha militato in Serie C2 per un totale di 5 anni, nei campionati 1979-1980 e 1980-1981 e dal 1982-1983 al 1984-1985.
Dopo una grave crisi finanziaria che la fece precipitare nei dilettanti di Prima Categoria, la Rhodense cessa l'attività sportiva fino al 1990, anno in cui un gruppo di imprenditori locali fonda la Rhodense Nuova F.C.. Nella stagione 1992-1993 la Rhodense Nuova diviene F.C. Rhodense. Ripartendo dal campionato di Terza Categoria in pochi anni riesce a guadagnare la Promozione (1995-1996) e con la vittoria nella stagione 2000-2001 approda, per la prima volta con la nuova gestione, in Eccellenza Lombardia, dove gioca fino al 2006, quando retrocede nuovamente.
Dopo 10 stagioni in Promozione, al termine del campionato 2015-2016 torna in Eccellenza ma l'anno successivo perde lo spareggio play-out e retrocede. Prova l'immediata risalita ma non vi riesce per un soffio, rimandando comunque il ritorno in Eccellenza alla stagione 2018-2019.
Il 20 marzo 2024, conquista la promozione in Eccellenza con quattro giornate d'anticipo, avendo battuto per 4-0 il Medhelan Landriano, ormai retorocesso in Prima Categoria ed essendosi aggiudicata matematicamente il primo posto con 17 punti di vantaggio sul Robbio Libertas.

## Colori e simboli
La divisa interna della Rhodense è di norma in tinta unita arancione, abbinata a calzoncini neri.

## Strutture
La prima squadra disputa attualmente le gare interne al campo "Valter Vinciguerra" situato nella frazione di Lucernate;  le compagini del settore giovanile alternano le gare tra tale centro sportivo e lo stadio storico "Luigi Panico" di via Cadorna.

## Palmarès

### Competizioni nazionali
- Serie C2: 1

1980-1981 (girone A)

### Competizioni regionali
- Promozione: 5

1952-1953 (girone A), 1973-1974 (girone C), 2000-2001 (girone A), 2003-2004 (girone C), 2023-2024 (girone F)
- Campionato italiano di terza divisione: 1

1928-1929 (girone B)